# Diadia Stiopa
Pour plus de détails, voir Fiche technique et Distribution.
Diadia Stiopa ou Tonton Stiopa (en russe : Дядя Стёпа, Diadia Stiopa)  est un film d'animation soviétique réalisé par Vladimir Souteïev (ru) sorti en 1939.
Ce film est une adaptation du poème éponyme pour enfants de Sergueï Mikhalkov,,, narrant les exploits d'un policier soviétique surnommé tonton Stiopa (Stiopa, diminutif du prénom Stepan).

## Synopsis
Un nouveau locataire, Stepan Stepanov, emménage dans un appartement du bâtiment 8/1 à la Porte Ilitch de Moscou, suscitant la curiosité des autres habitants, grands et petits. Sa taille immense le rend populaire auprès des enfants qui le suivent à la trace l'appelant affectueusement tonton Stiopa. Ils lui racontent de menus événements de leur quotidien cherchant à se rendre intéressants jusqu'à ce qu'il les invite à faire une randonnée le jour de son congé, un 6 août. Au cours de cette sortie, tonton Stiopa se voit refuser l'accès au bus à cause de sa taille, il est contraint de courir derrière le véhicule alors que les enfants se trouvent à l'intérieur. Une fois sur place, tous goutent aux plaisirs de la campagne, font de la barque, se promènent jusqu'au moment où ils tombent sur une voie ferrée dont l'un des rails est endommagé. On aperçoit un train au loin. Stiopa s'élance alors à la rencontre du train et à mi-chemin parvient à le stopper levant la main avec un ballon (présumé rouge, car le film est en noir et blanc), imitant un sémaphore. Tous les cheminots le remercient chaleureusement et l'invitent à rejoindre leur équipe. A quoi, le héro dit avoir déjà pris la décision - il va s'engager dans la marine. Le film se termine avec les images de Stiopa revenu en plein hiver dans la cour de son immeuble, vêtu d'un uniforme, toujours entouré d'enfants.

## Fiche technique
- Titre : Tonton Stiopa
- Titre original russe : Diadia Stiopa / Дядя Стёпа
- Réalisation : Vladimir Souteïev (ru)
- Second réalisateur : Lamis Briedis
- Animateurs :Fiodor Khitrouk, Boris Diozhkine (ru), Faïna Epifanova (ru), Lydia Reztsova (ru)
- Scénario : Sergueï Mikhalkov, Nikolaï Adouïev (ru)
- Production : Soyuzmultfilm
- Musique : Alekseï Kamine
- Son : Seraphim Renski
- Pays :  Union soviétique
- Durée : 18 minutes
- Sortie : 1939